# Хэммонд, Ллойд Блейн
Ллойд Блейн Хэ́ммонд (англ. Lloyd Blaine Hammond, Jr.; род. 1952) — астронавт НАСА. Совершил два космических полёта на шаттлах: STS-39 (1991, «Дискавери») и STS-64 (1994, «Дискавери»), полковник ВВС США.

## Личные данные и образование

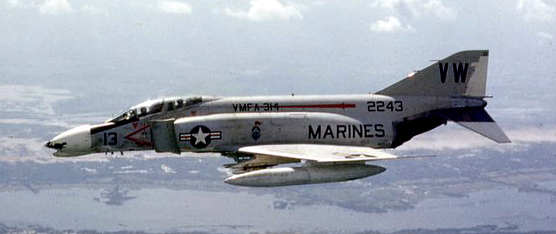
Самолёт F-4 Phantom II в полёте.

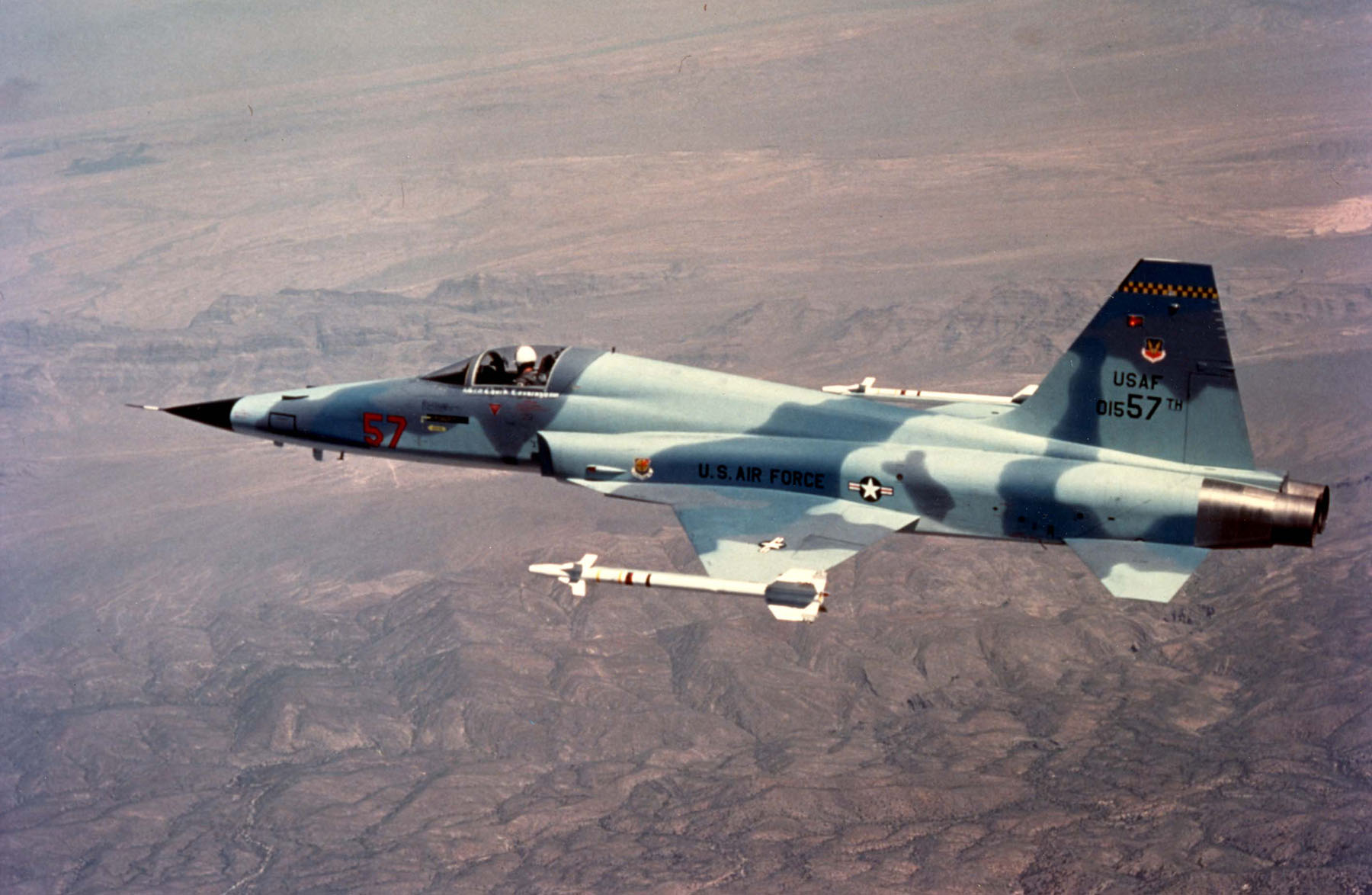
Самолёт F-5E в полёте.

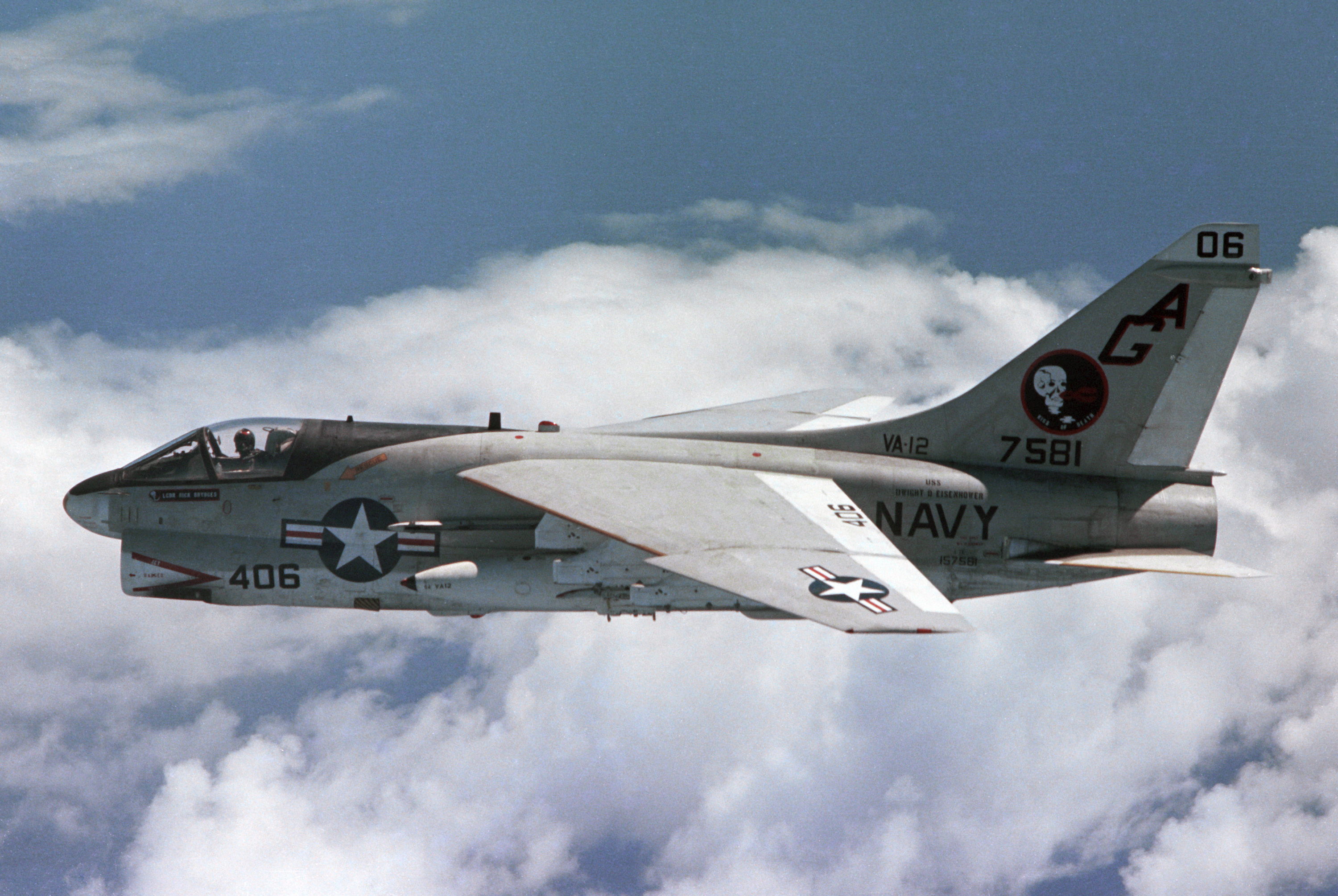
А-7 в полёте.

Ллойд Хэммонд родился 16 января 1952 года в городе Саванна, штат Джорджия, но своим родным считает город Сент-Луис, штат Миссури. В 1969 году окончил среднюю школу в городе Кирквуд, штат Миссури. Увлекается: теннис, гольф, бадминтон, сквош, лыжи, подводное плавание и парусный спорт. Его родители, мистер и миссис Хэммонд, проживают в городе Стюарт, штат Флорида. Жена — Кей Уильямс из города Коко-Бич, штат Флорида. Сын — Майкл Блэйн (род. 20.06.1987) живёт в Хьюстоне, штат Техас, учится в Университете Хьюстона.
В 1973 году получил степень бакалавра наук (с отличием) в области инженерных наук и механики в Академии ВВС США и в 1974 году — степень магистра наук в области инженерных наук и механики в Технологическом институте штата Джорджия..

## До НАСА
Хаммонд начал лётное обучение на авиабазе «Риз», штат Техас, в 1975 году, окончив Школу, стал лётчиком. Был направлен на авиабазу «Хан», Германия, где служил с 1976 по 1979 год, летал на самолётах F-4E. В 1979—1980 годах был лётчиком-инструктором на самолётах F-5B/E/F на авиабазе Уильямс, штат Аризона, обучал пилотированию иностранных граждан. В 1981 году прошёл обучение в лётной Школе Королевских ВВС, около города Уилтшир, Великобритания. В 1982 году Хаммонд вернулся в США, проходил службу на авиабазе Эдвардс, в штате Калифорния, где он руководил несколькими проектами, затем был назначен инструктором в Школу лётчиков-испытателей ВВС США. В Школе летал на F-4, А-7 и A-37, обучая полётам на больших углах атаки и в штопоре. Имеет налёт более 4 500 часов на 15 американских и 10 английских самолётах..

## Подготовка к космическим полётам
В мае 1984 года был зачислен в отряд НАСА в составе 10-го набора, кандидатом в астронавты, в перспективе — «пилот шаттла». Стал проходить обучение по курсу Общекосмической подготовки (ОКП) с августа 1984 года. По окончании курсов, в июне 1985 года, получил квалификацию «пилот шаттла» и назначение в Отдел астронавтов НАСА.
С октября 1985 года в Центре управления полётами входил в состав группы поддержки астронавтов, стал занимать должность оператор связи с экипажами STS-73 — STS-78. В Космическом Центре имени Кеннеди, штат Флорида отвечал за проверку, тестирование и обслуживание шаттлов. В 1995 году был назначен представителем НАСА в России.

## Полёты в космос
- Первый полёт — STS-39[3], шаттл «Дискавери». C 28 апреля по 5 мая 1991 года в качестве пилота корабля. Основная задача полёта — проведение экспериментов по заказу Министерства обороны США, в частности по программе AFP-675 (англ. Air Force Program-675)[4]. Продолжительность полёта составила 8 суток 7 часов 23 минуты[5].
- Второй полёт — STS-64[6], шаттл «Дискавери». C 9 по 20 сентября 1994 года в качестве пилота корабля. Миссия включала в себя выполнение экспериментов разной направленности, в частности, эксперимент «LITE» по лётным испытаниям лидара, эксперименты с возвращаемым спутником Spartan 201, снабжённым астрономической аппаратурой, опробование средства автономного перемещения астронавта SAFER, эксперимент SPIFEX — по изучению выхлопа двигателей ориентации шаттла[7]. Продолжительность полёта составила 10 суток 22 часа 51 минуту[8].

Общая продолжительность полётов в космос — 19 дней 6 часов 14 минут.

## После полётов
Ушел из отряда астронавтов в 1998 году. Проживает в городе Тастин, Калифорния, работает лётчиком-испытателем в «Gulfstream Aerospace».

## Награды и премии
Награждён: Медаль «За космический полёт» (1991 и 1994), Медаль «За отличную службу» (США) и многие другие.